# Gemmichara
Gemmichara,  fosilni rod parožina čija uža pripadnost unutar razreda Charophyceae uključena u porodicu Sycidiaceae. Jedina vrsta je G. sinensis